# Mogom (Moutourwa)
Pour les articles homonymes, voir Mogom.
Mogom (ou Mogong) est une localité du Cameroun située dans la commune de Moutourwa, le département du Mayo-Kani et la Région de l'Extrême-Nord, au pied des monts Mandara, à proximité de la frontière avec le Tchad.

## Population
En 1970, le village comptait 833 personnes, des Guiziga. À  cette date un marché hebdomadaire s'y tenait le jeudi.
Lors du recensement de 2005, on y a dénombré 986 habitants.